# Missione suicidio
Missione suicidio (Beachhead) è un film del 1954 diretto da Stuart Heisler.
Il film racconta un episodio della Campagna di Bougainville.

## Trama
1943, vigilia della battaglia di Bougainville. Su un'isola dell'arcipelago delle Isole Salomone vive il colono francese Rouchard, informatore segreto del governo statunitense, il quale comunica via telegrafo a una pattuglia dei marines il posizionamento degli sbarramenti di mine poste dai giapponesi. Dubbioso circa il fatto di non aver ricevuto ulteriori contatti dal colono, l'esercito incarica quattro marines ad addentrarsi nella foresta alla sua ricerca per accertarsi dell'autenticità del telegramma.

## Produzione
Il film è stato girato nell'isola di Kauai, nelle Hawaii.